# Postawa zasadnicza

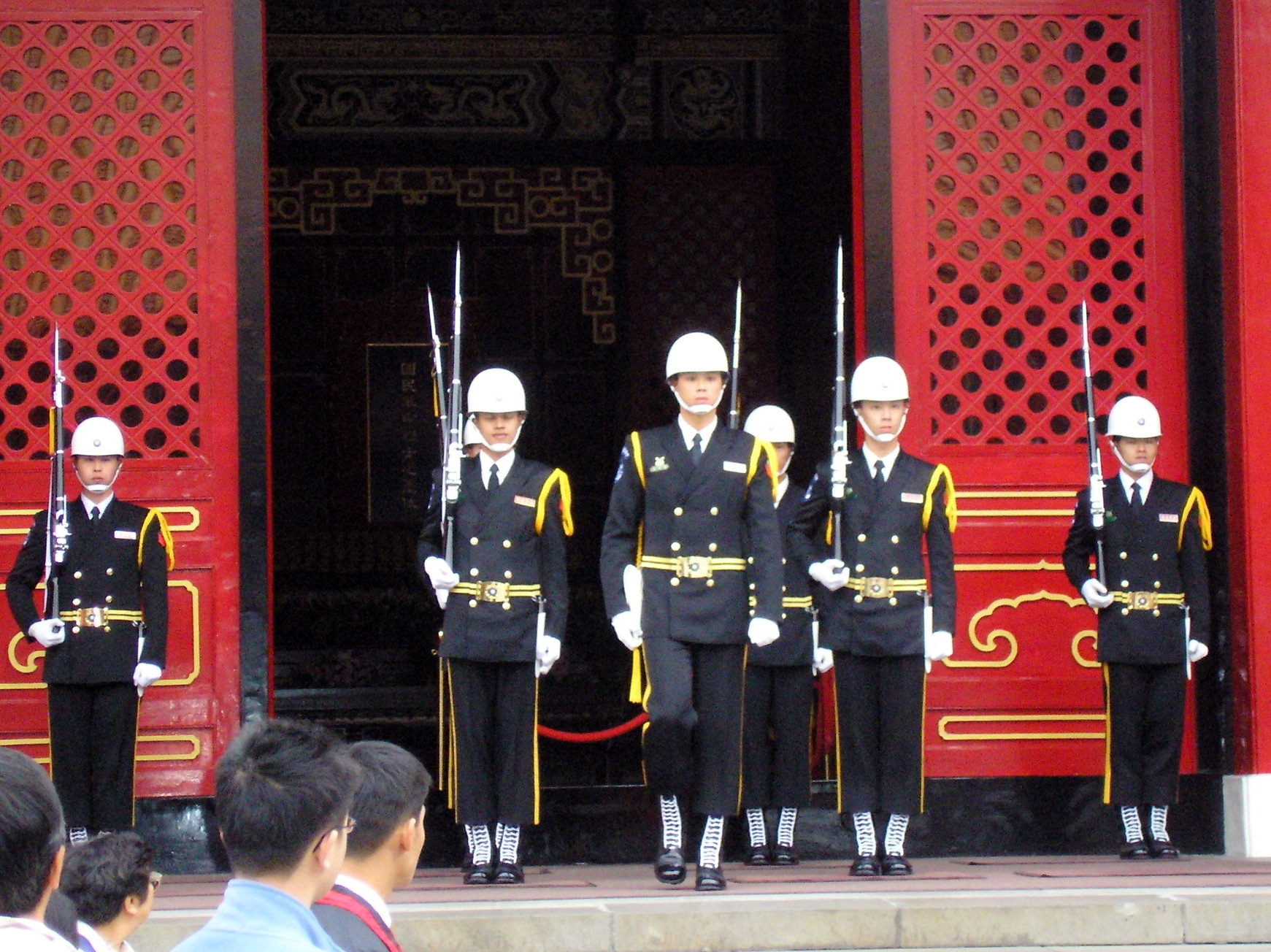
Wartownicy w postawie zasadniczej z karabinami (Tajpej)

Postawa zasadnicza – ustalona w regulaminach wojskowych (także policyjnych, strażackich, harcerskich, Związek Strzelecki) postawa pojedynczego żołnierza (funkcjonariusza, harcerza, strzelca) sygnalizująca jego gotowość do przyjmowania rozkazów od przełożonych. Przyjmowana jest na komendę „baczność!” lub po usłyszeniu od przełożonego zapowiedzi komendy.
W postawie zasadniczej żołnierz (sam lub w szyku) stoi nieruchomo wyprostowany, równomiernie rozkładając ciężar ciała na obu całych stopach (a nie głównie na palcach albo na piętach), twarzą do linii frontu. W różnych armiach i formacjach zmilitaryzowanych na świecie szczegóły postawy (ułożenie nóg i dłoni) różnią się nieznacznie.

## Polska

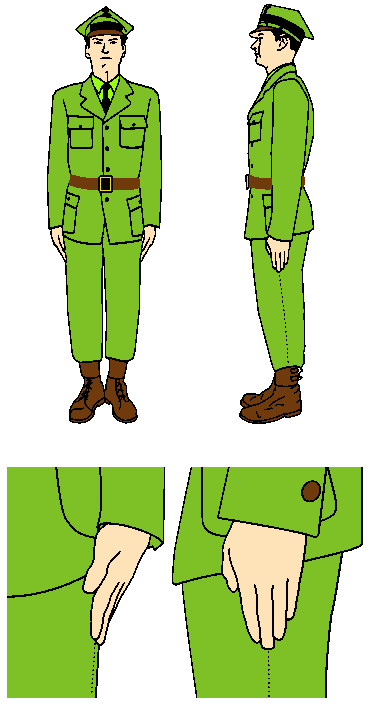
Żołnierz w postawie zasadniczej bez broni; u dołu dokładniej pokazane ułożenie jego dłoni

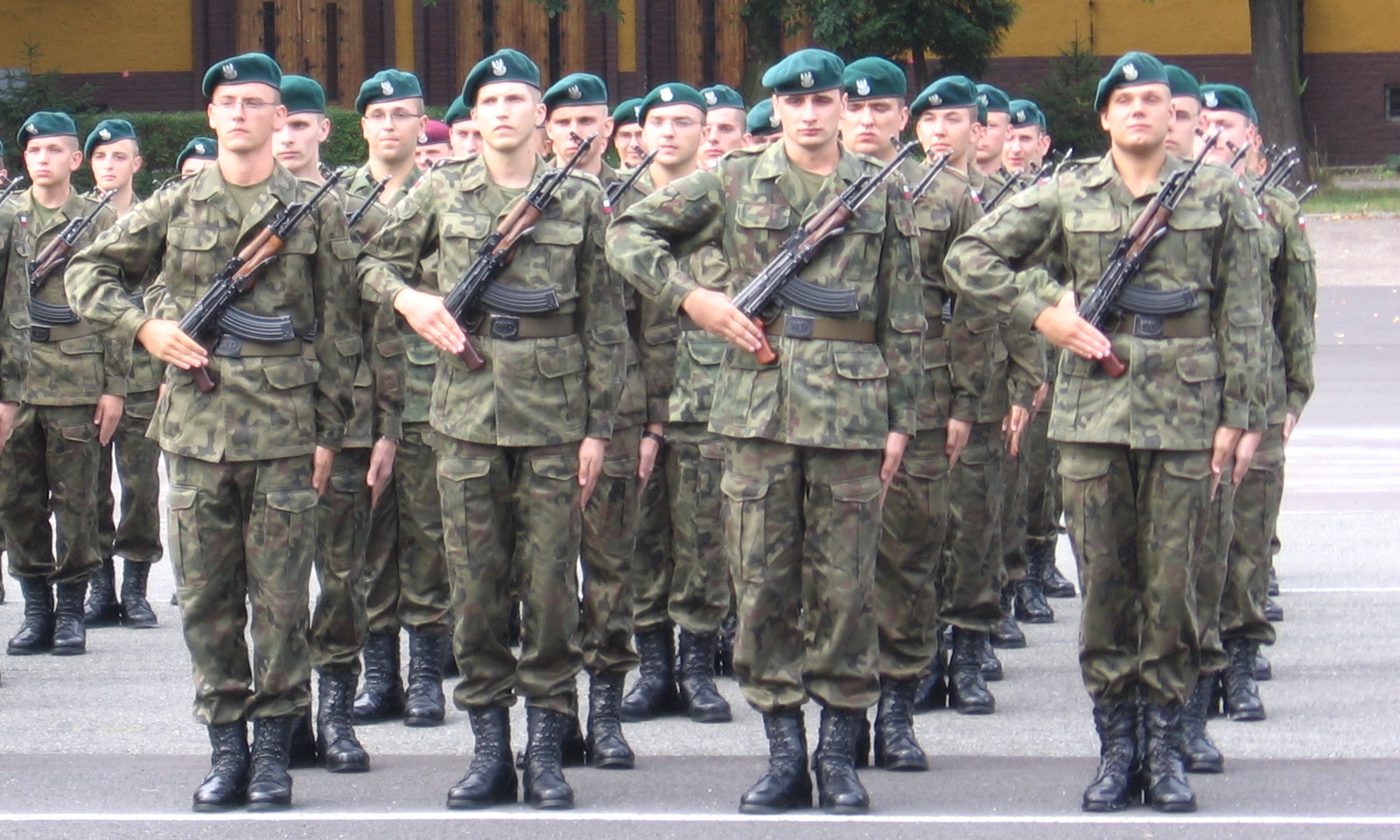
Formacja Wojska Polskiego w postawie zasadniczej, z bronią „przez pierś”

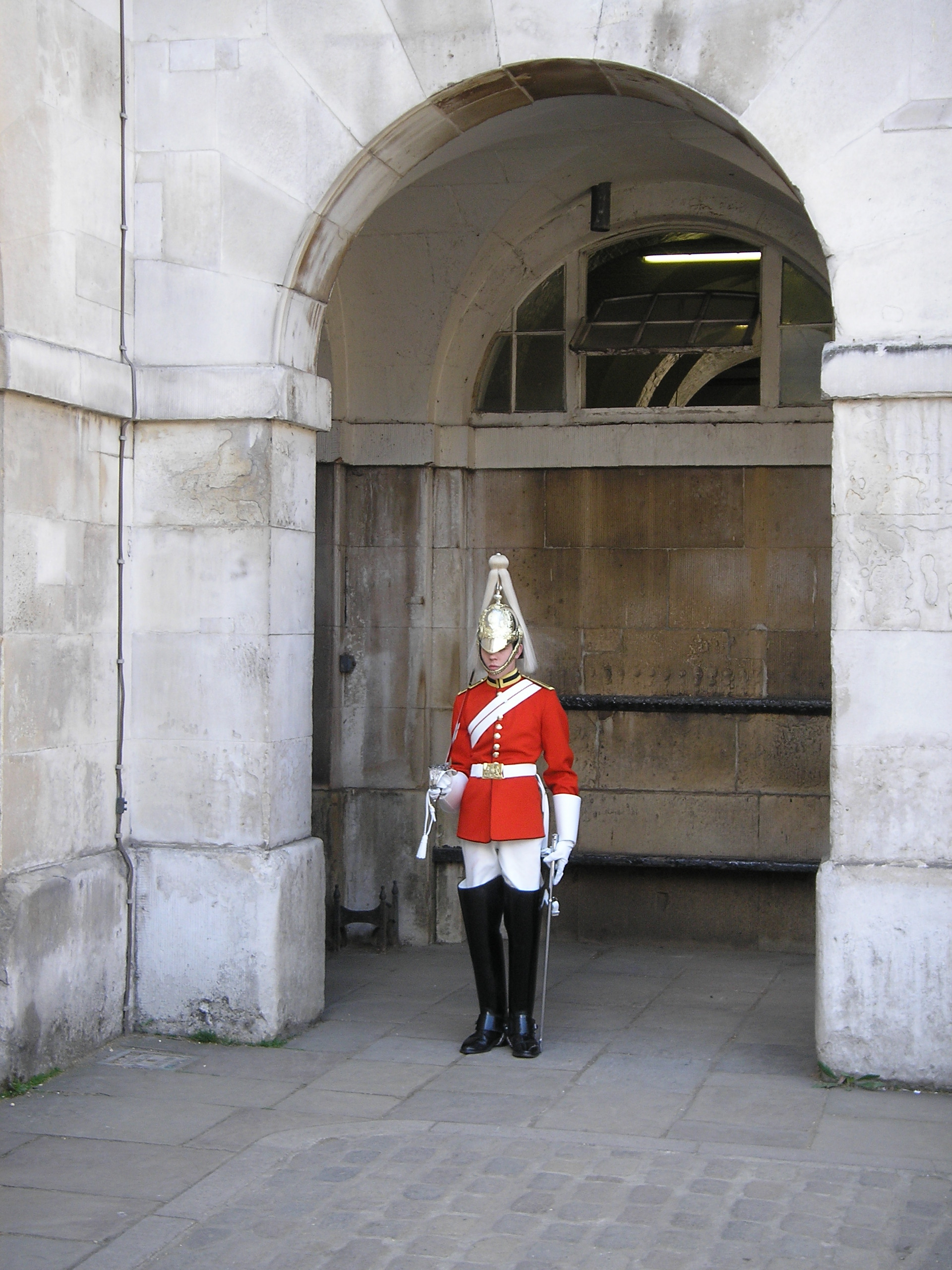
Wartownik królewski w Londynie w postawie zasadniczej z szablą

W Polsce przyjęto, że pięty stojącego w postawie zasadniczej żołnierza winny się dotykać, natomiast czubki butów powinny być nieco rozchylone. Kolana zbliżone do siebie o ile pozwala na to budowa ciała, nogi w kolanach wyprostowane. Mięśnie krzyża i górnej części ud napięte, by usztywniały tułów w pasie. Brzuch lekko wciągnięty, pierś wysunięta ku przodowi przez swobodne cofnięcie ramion w tył. Jeśli żołnierz nie ma ze sobą broni, to obie jego ręce powinny być wyprostowane wzdłuż bioder i ud, dłonie również wyprostowane ze złączonymi palcami, środkowe palce dłoni dotykać powinny linii szwów spodni. Żołnierz powinien stać wyprostowany, z łokciami odchylonymi nieco w przód, ramionami na równej wysokości, szyją wyciągniętą swobodnie, z lekko uniesionym podbródkiem oraz twarzą i wzrokiem skierowanym na wprost, usta powinien mieć zamknięte naturalnie (nie zaciśnięte).
Jeśli żołnierz ma ze sobą broń, to położenie jednej lub obu rąk może być inne (zazwyczaj przytrzymują broń); w szczególnym przypadku – z szablą wydobytą z pochwy – postawę zasadniczą wykonuje się trzymając szablę opuszczoną w dół w położeniu prostopadłym do linii frontu, brzuściem skierowanym w prawo, obejmując jej rękojeść całą dłonią prawej ręki, kciukiem od strony uda. Prawa ręka jest naturalnie opuszczona. Jelec szabli znajduje się przy szwie spodni, a koniec głowni jest oddalony od ziemi o ok. 20 cm. Lewa ręka przytrzymuje pochwę kciukiem od przodu i pozostałymi palcami zwartymi od tyłu, oprócz wskazującego, który jest wyprostowany i ułożony wzdłuż pochwy. Na koniu w postawie zasadniczej szablę wydobytą z pochwy trzyma się prawą ręką zgiętą w stawie łokciowym, obejmując jej rękojeść kciukiem, palcem wskazującym i środkowym, w ten sposób, aby nasada dłoni i dwa ostatnie palce opierały się z góry na górnej części prawego uda na szerokość dwóch dłoni poniżej stawu biodrowego. Głownia szabli powinna być grzbietem oparta o ramię na szwie rękawa, ostrzem skierowana do przodu. Kawalerzysta, jeśli jest pieszo z koniem, w postawie zasadniczej winien stać obok konia, z lewej strony jego głowy, prawą ręką przytrzymując wodze wędzidłowe pod pyskiem końskim, a w lewej ręce opuszczonej swobodnie wewnętrzną stroną pięści dotykającą uda trzymając koniec wodzy.
Żołnierz przyjmuje postawę zasadniczą na komendę „baczność” oraz bez tej komendy w następujących przypadkach:
1. na zapowiedź komendy nie poprzedzonej komendą „baczność”;
2. po wykonaniu komendy „zbiórka”;
3. podczas wydawania lub przyjmowania rozkazów;
4. podczas składania meldunku i przedstawiania się;
5. podczas oddawania honorów w miejscu;
6. podczas podawania komend w miejscu.

W czasie uczestnictwa we mszy świętej lub nabożeństwie żołnierze, niezależnie od tego czy występują indywidualnie czy w zorganizowanej grupie, nie klękają. Czynią to tylko osoby cywilne. W czasie modlitw, podczas których wierni świeccy klękają, żołnierze przyjmują postawę zasadniczą. Podczas uroczystości kościelnych żołnierze płci męskiej, niebędący w asyście honorowej lub zorganizowanej grupie, winni zdjąć nakrycia głowy, podobnie jak wszyscy inni mężczyźni; czapkę garnizonową trzymają w lewej ręce, stroną wewnętrzną do siebie, orzełkiem do przodu.

## W innych krajach
W armii amerykańskiej ułożenie nóg powinno być takie, by kąt między osiami stóp wynosił 45°, a w szwajcarskiej – 60°.
Postawa zasadnicza wykorzystywana jest także w gimnastyce jako podstawowy element wyjściowy do układów gimnastycznych.